# Liliana Fadul
Liliana «Chispita» Fadul (Ushuaia, 2 de mayo de 1955) es una política argentina. Se desempeñó como diputada nacional por la provincia de Tierra del Fuego.
Perteneciente a una familia de origen libanés que arribó a Ushuaia en 1912, nació en Buenos Aires el 2 de mayo de 1955; a los pocos meses su familia retornó a Tierra del Fuego. Hija de Alejandro Fadul y Magdalena Elsa Mora, y sobrina de la primera diputada nacional por la provincia, Esther Fadul. Cursó sus estudios primarios y secundarios en colegios fueguinos y obtuvo su título de abogada en la Universidad de Buenos Aires.
Fue legisladora provincial en el período 1991-1995; convencional estatuyente en 2002, cuando se elaboró la Carta Orgánica Municipal de Ushuaia; y diputada nacional en el período 2009-2013. Es además presidente del Partido Federal Fueguino, fundado por ella en 1997.